# Tiempos Nuevos
Tiempos Nuevos fue una revista editada en la ciudad española de Barcelona entre 1934 y 1938, durante la Segunda República y la guerra civil.

## Historia
La revista fue publicada entre mayo de 1934 y 1938 en Barcelona. De orientación anarquista y relacionada con la FAI y el grupo Nervio, fue descrita como «doctrinal». Fundada por Diego Abad de Santillán, en ella colaboraron autores como Juan Peiró, Jacinto Toryho, Alfonso Martínez Rizo, Amparo Poch y Gascón o Lucía Sánchez Saornil, entre otros. Desde sus páginas se mantuvo a comienzos de 1936 una postura de cierta ambigüedad respecto al Frente Popular y las elecciones generales de febrero. Cesó su publicación en 1938.